# Дордзано
Дордза́но (итал. Dorzano) — коммуна в Италии, располагается в регионе Пьемонт, в провинции Бьелла.
Население составляет 446 человек (2008 г.), плотность населения составляет 112 чел./км². Занимает площадь 4 км². Почтовый индекс — 13881. Телефонный код — 0161.
Покровителем коммуны почитается священномученик Лаврентий, архидиакон, празднование 10 августа.

## Демография
Динамика населения:

## Администрация коммуны
- Официальный сайт: